# Big Ben

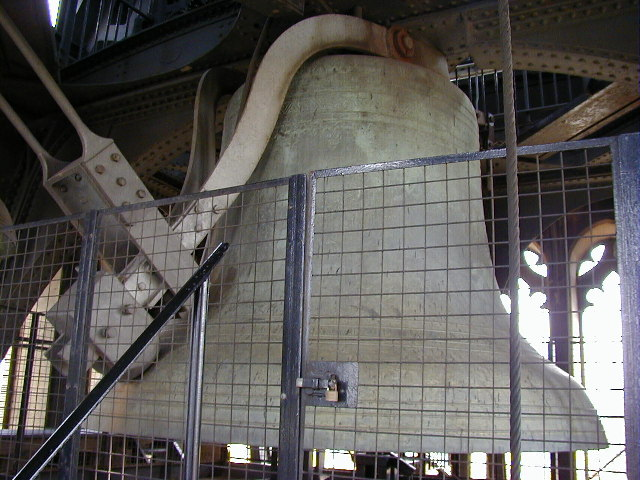
Big Ben

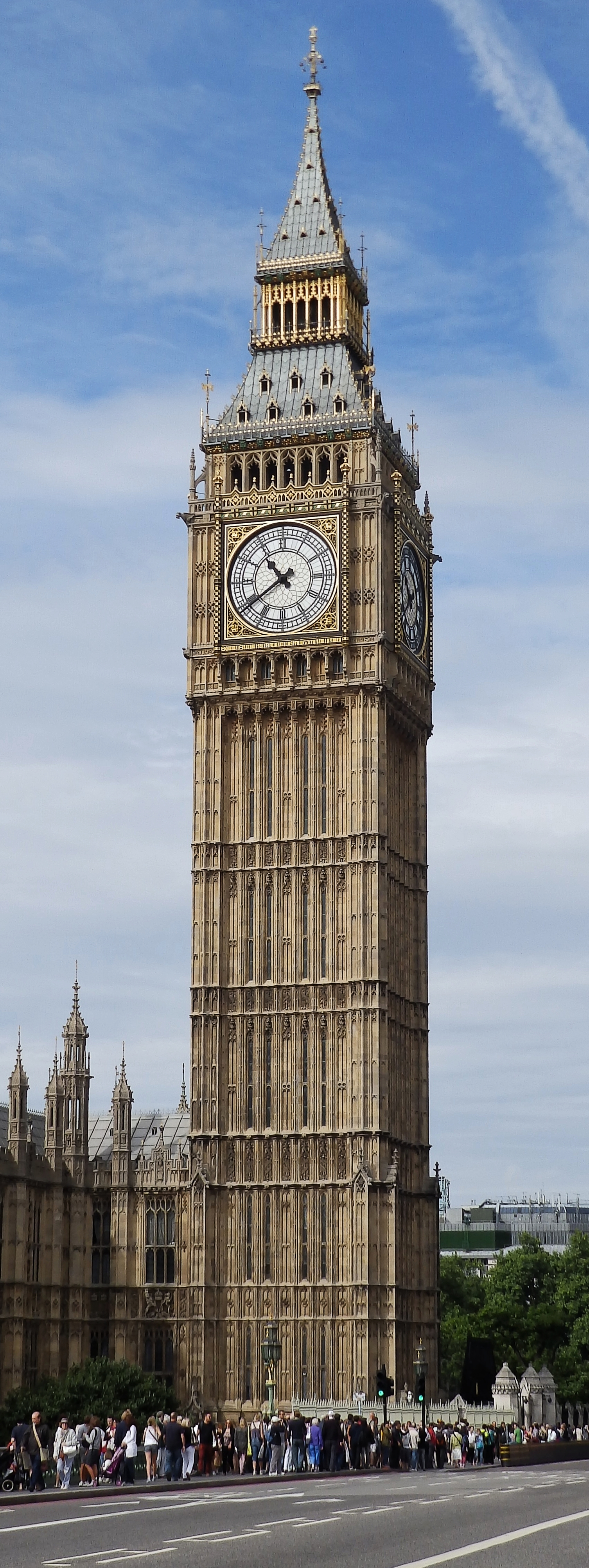
Der 2012 in Elizabeth Tower umbenannte Uhrturm wird häufig ebenfalls Big Ben genannt.

Der Name Big Ben (englisch Kurzform für „großer Benjamin“) bezeichnet die mit 13,5 t Gewicht schwerste der fünf Glocken des berühmten Uhrturms am Palace of Westminster in London.
Auch auf die Uhr oder den Uhrturm wird die Bezeichnung Big Ben häufig übertragen. Seit September 2012 heißt der Turm offiziell Elizabeth Tower. Die Umbenennung des ehemaligen Clock Tower erfolgte aus Anlass des diamantenen Thronjubiläums von Königin Elisabeth II. und wurde vom britischen Parlament gebilligt.

## Glocken
Die Great Bell ist bereits die zweite Glocke im Turm, da die erste bei der Generalprobe im Jahr 1857 zu Bruch ging. Beim ersten Versuch wog die von „John Warner & Sons“ in London im Jahr 1856 gegossene Glocke knapp 17 statt der beabsichtigten 14 Tonnen. Wegen dieser Fehlberechnung sowie eines viel zu schweren Schlaghammers erlitt sie beim ersten Test einen über zwei Meter langen Riss. Man entschloss sich, die Glocke wieder einzuschmelzen und mit dem Material eine neue zu gießen. Diese wurde am 10. April 1858 von der Whitechapel Bell Foundry gegossen und im Oktober desselben Jahres im Turm installiert. Nachdem das Uhrwerk am 31. Mai 1859 in Gang gesetzt worden war, ertönte die Glocke vom Uhrturm erstmals am 11. Juli 1859. Doch auch die neue Glocke bekam im September 1859 einen Riss und wurde daraufhin so gedreht, dass der Schlaghammer nicht mehr auf den Riss treffen konnte. Weiter wurde das Gewicht des Hammers drastisch reduziert.
Der Ursprung des Namens Big Ben ist nicht klar belegt. Es gibt zwei Haupttheorien:
- Nach Sir Benjamin Hall, dem First Commissioner of Works zum Zeitpunkt der Installation der Glocke
- Nach Ben Caunt, einem Schwergewichtsboxer, der seinen letzten Kampf 1857 hatte.

Daneben befinden sich vier Viertelstundenglocken, die den berühmten Westminsterschlag zu jeder Viertelstunde spielen. Dabei spielen die Glocken mit den Tönen # gis1, fis1, e1, h0 zu jeder Viertelstunde. Die Melodie besteht aus 20 Noten in 5 Takten, in denen die vier Töne in jeweils anderer Abfolge gespielt werden. Dabei entspricht die Zahl der gespielten Takte der Anzahl der jeweils vergangenen Viertelstunden.

## Elizabeth Tower
Der Uhrturm ist eines der bekanntesten Wahrzeichen Londons. Heute bezeichnet man gemeinhin auch den ganzen Turm als Big Ben, obwohl diese Bezeichnung nicht korrekt ist. Offiziell wurde der Turm bis September 2012 als The Clock Tower (engl.: Uhrturm) bezeichnet. Häufig wird auch fälschlicherweise der Name St. Stephen’s Tower verwendet. Im September 2012 wurde der Turm zu Ehren des 60. Thronjubiläums von Königin Elizabeth II. in Elizabeth Tower umbenannt.
Der Turm hat eine Höhe von 96,3 Metern, wobei die ersten 61 Meter aus Ziegelstein mit einer Kalksteinfassade bestehen und die Spitze aus Gusseisen ist. Charles Barry, der Architekt des Palace of Westminster, beauftragte Augustus Pugin mit dem Entwurf des Turmes, dessen Bauarbeiten 1858 abgeschlossen waren. Im Turm war ein Gefängnis untergebracht, das für Mitglieder der beiden Kammern des Parlaments vorgesehen war. Das Gefängnis wurde zuletzt 1880 benutzt, als Charles Bradlaugh nicht die religiöse Eidesformel leisten wollte.
Der Turm hat heute einen Schiefstand von 0,26° und damit einen Überhang von 46 cm.
Der Elizabeth Tower kann im Rahmen einer Führung besichtigt werden, seit dem Jahr 2010 allerdings nur von Einwohnern Großbritanniens. Davor wurden, aus Sicherheitsgründen bezüglich möglicher terroristischer Anschläge auf das Wahrzeichen, Zugangsprüfungen für Gäste aus anderen Ländern durchgeführt. Da diese jedoch sehr aufwendig waren, wurde das Verfahren geändert.

## Turmuhr

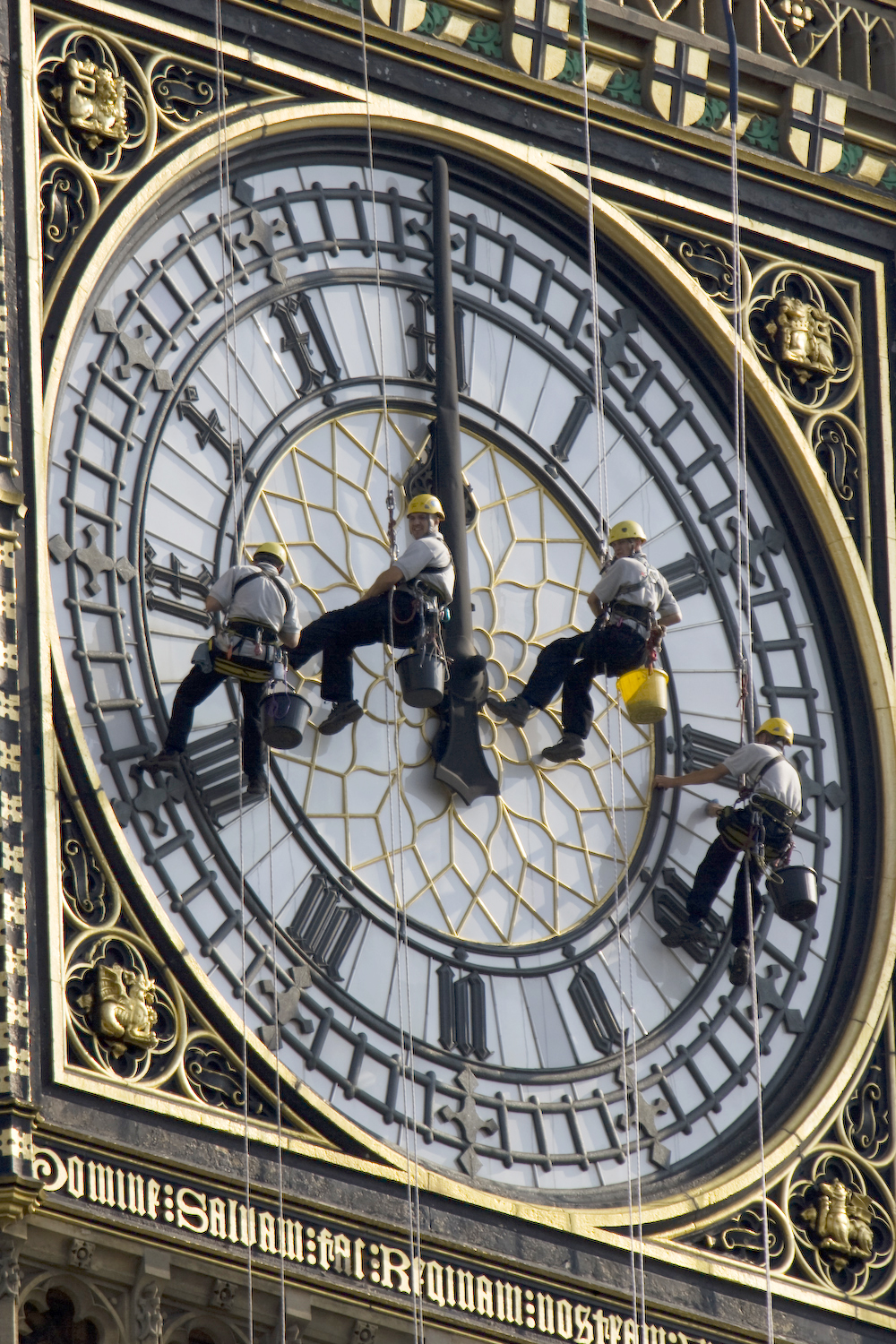
Reinigung des Zifferblattes

Das Uhrwerk wurde 1848 von Sir George Airy und Edmund Denison entwickelt und vom Uhrmacher Edward John Dent hergestellt.
Der Durchmesser der vier Zifferblätter beträgt je sieben Meter. Die Minutenzeiger haben eine Länge von 4,3 Metern, die Stundenzeiger messen 2,74 Meter. Damit ist sie die zweitgrößte Uhr Großbritanniens. Unter jedem der vier Zifferblätter steht die lateinische Inschrift „Domine salvam fac reginam nostram Victoriam primam“ („Gott schütze unsere Königin Victoria die Erste“).
Damit die Uhr ordnungsgemäß funktioniert, sind rund um die Uhr vier Mechaniker im Einsatz, die Keeper of the Great Clock („Hüter der Großen Uhr“). Dreimal pro Woche wird ein Elektromotor eingeschaltet, der die Uhr aufzieht. Die Uhr hat ein Pendel von 3,9 Meter Länge mit einem Gesamtgewicht von 299 kg und einer Schwingungsdauer von zwei Sekunden. Die Feinabstimmung erfolgt traditionell mit Penny-Münzen, die auf ein am Ende des Pendels angebrachtes Tablett gelegt werden, um so den Schwerpunkt und damit die Schwingungsdauer zu verändern.
Im Zweiten Weltkrieg stoppte die BBC die seit dem Jahre 1923 übliche stündliche Liveübertragung des Glockentons im Radio und sendete stattdessen eine Aufzeichnung. Man wollte verhindern, dass der Kriegsgegner meteorologische Informationen aus dem Ton und Echo von Big Ben erhält.

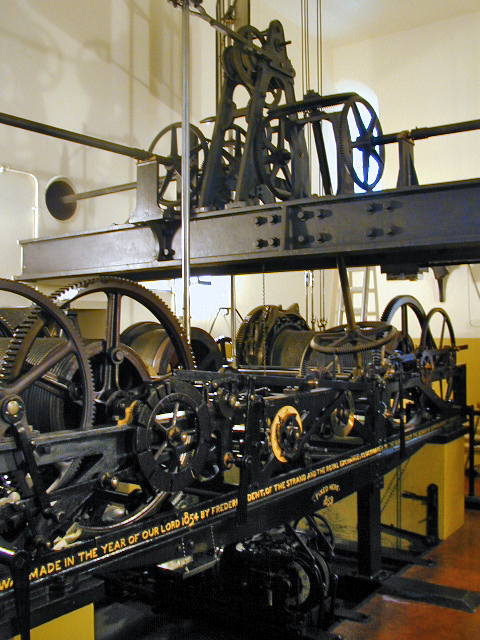
Uhrwerk im Uhrturm

Im August 1945 kam es zu einer Störung, als sich immer wieder eine große Schar von Staren auf den Zeigern der Uhr niederließ und deren Fortgang bremste. Aus dem gleichen Grund ging die Uhr im Jahre 1949 fast fünf Minuten nach. In der Neujahrsnacht 1962 blockierten eisige Temperaturen die Mechanik, so dass das neue Jahr erst mit zehn Minuten Verspätung eingeläutet werden konnte. Am 1. Mai 2004 verstummte das viertelstündliche Glockenspiel. Zwar gab der Glockenturm zur vollen Stunde noch mit seinem charakteristischen tiefen Ton die Zeit an, aber die normalerweise alle Viertelstunde erklingenden Glockenspiele fielen für etwa eine Woche aus. Grund für den Ausfall war ein abgerissenes, tonnenschweres Gegengewicht.
Am 27. Mai 2005 stoppte das Uhrwerk aus zunächst ungeklärten Gründen für rund 90 Minuten. In den 146 Jahren seit dem Bau war dies nur insgesamt viermal vorgekommen. Ein Großteil der britischen Medien gab den außergewöhnlich hohen Temperaturen von 31 °C die Schuld. Laut BBC soll jedoch ein defektes Zahnrad die Ursache gewesen sein. Im Zuge der Zeitumstellung 2005 wurde die Uhr am Samstag, 29. Oktober 2005, um 8:00 Uhr Ortszeit angehalten, um Wartungsarbeiten durchzuführen. Am Sonntag um 16 Uhr Greenwich Mean Time (17 Uhr MEZ) wurde das Uhrwerk wieder gestartet.
Ab dem 11. August 2007 schwieg das Glockenspiel sieben Wochen lang, da der Turm für die 150-Jahr-Feier renoviert wurde. Die Uhr lief weiter, die bekannte Melodie erklang jedoch nicht. Die BBC, die traditionsgemäß die 18-Uhr-Nachrichten mit dem Live-Ton des Big Ben beginnt, übertrug stattdessen das Greenwich-Zeitsignal. Am 1. Oktober ab 12 Uhr mittags war alles wieder in seiner Zeit-Ordnung. Weltweit kann der Live-Ton auf BBC World Service gehört werden.

### Renovierung 2017

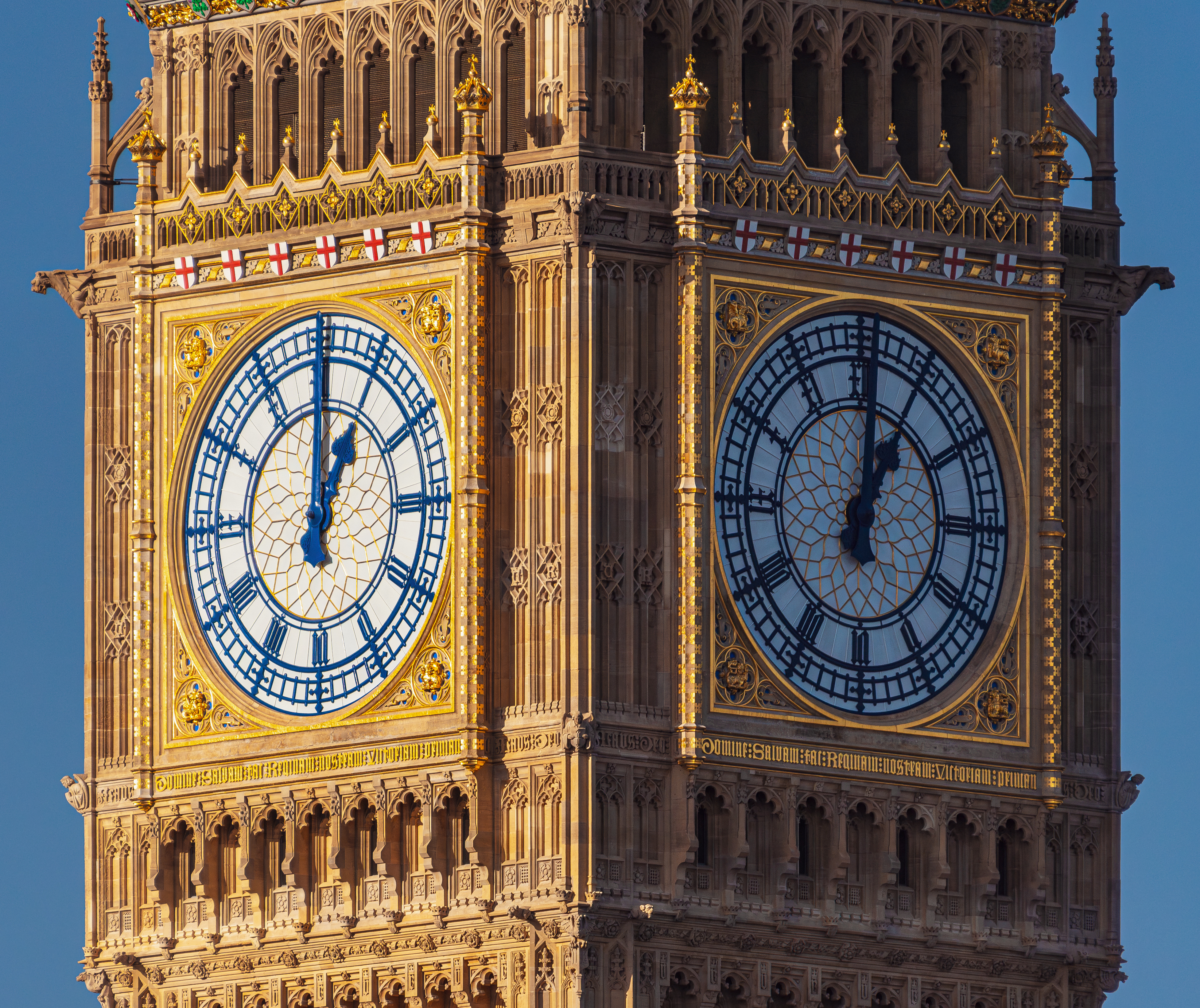
Die Uhr im Elizabeth Tower, nach der Restaurierung 2022 im ursprünglichen Preußisch-Blau

Vom 21. August 2017, nach dem Läuten der Glocken um 12 Uhr, wurde das Glockenspiel für Renovierungsarbeiten bis zum Neujahrsläuten am 31. Dezember 2021 ausgesetzt. Nur zu besonderen Anlässen, wie Neujahr, erklang das Läuten trotzdem. Für die mit ursprünglich rund 61 Millionen Pfund (entspricht ungefähr 68 Millionen Euro) veranschlagten Arbeiten wurde der gesamte Turm eingerüstet. Während das Uhrwerk erneuert wurde, wurden die Zeiger der Turmuhr sowie die Glocken über Elektromotoren betrieben. Neben dem Uhrwerk wurde die Kalksteinfassade repariert sowie die Korrosion am gusseisernen Dach behoben. Außerdem wurden Anpassungen beim Sicherheits- und Brandschutz vorgenommen sowie die Gläser der Ziffernblätter erneuert.
Während der Arbeiten stellte sich heraus, dass die Schäden am Turm umfangreicher waren als vorher angenommen. So wurden neben asbesthaltiger Baustoffe auch größere Bombenschäden aus dem Zweiten Weltkrieg sowie der umfangreiche Gebrauch bleihaltiger Anstriche festgestellt. Das Budget für die Sanierung musste daher 2020 auf 79,9 Millionen Pfund ausgeweitet werden. Die neuen knapp 1300 Glaselemente wurden über mehrere Monate in der Glashütte Lamberts aus Waldsassen in der Metropolregion Nürnberg auf traditionelle Weise in mehreren Arbeitsschritten gefertigt und stellen jeweils mundgeblasene Unikate dar. Ein Aufzug im inneren des Turms soll künftige Arbeiten erleichtern. Die elektrische Beleuchtung der Ziffernblätter wurde auf LED-Technik umgestellt, die ihre Farbe wechseln kann.
Im Zuge der Sanierung wurden auch die über die Jahre aufgebrachten Anstriche analysiert. Die eisernen Elemente der Ziffernblätter waren erst in den 1930er-Jahren schwarz gestrichen worden, offenbar um die Auswirkungen der Luftverschmutzung auf die Ziffernblätter zu kaschieren. Der ursprüngliche Anstrich wurde als Preußisch-Blau identifiziert und sowohl Ziffernblätter als auch die umgebenden Fassadenelemente wurden in ihr ursprüngliches Farbschema zurückversetzt.

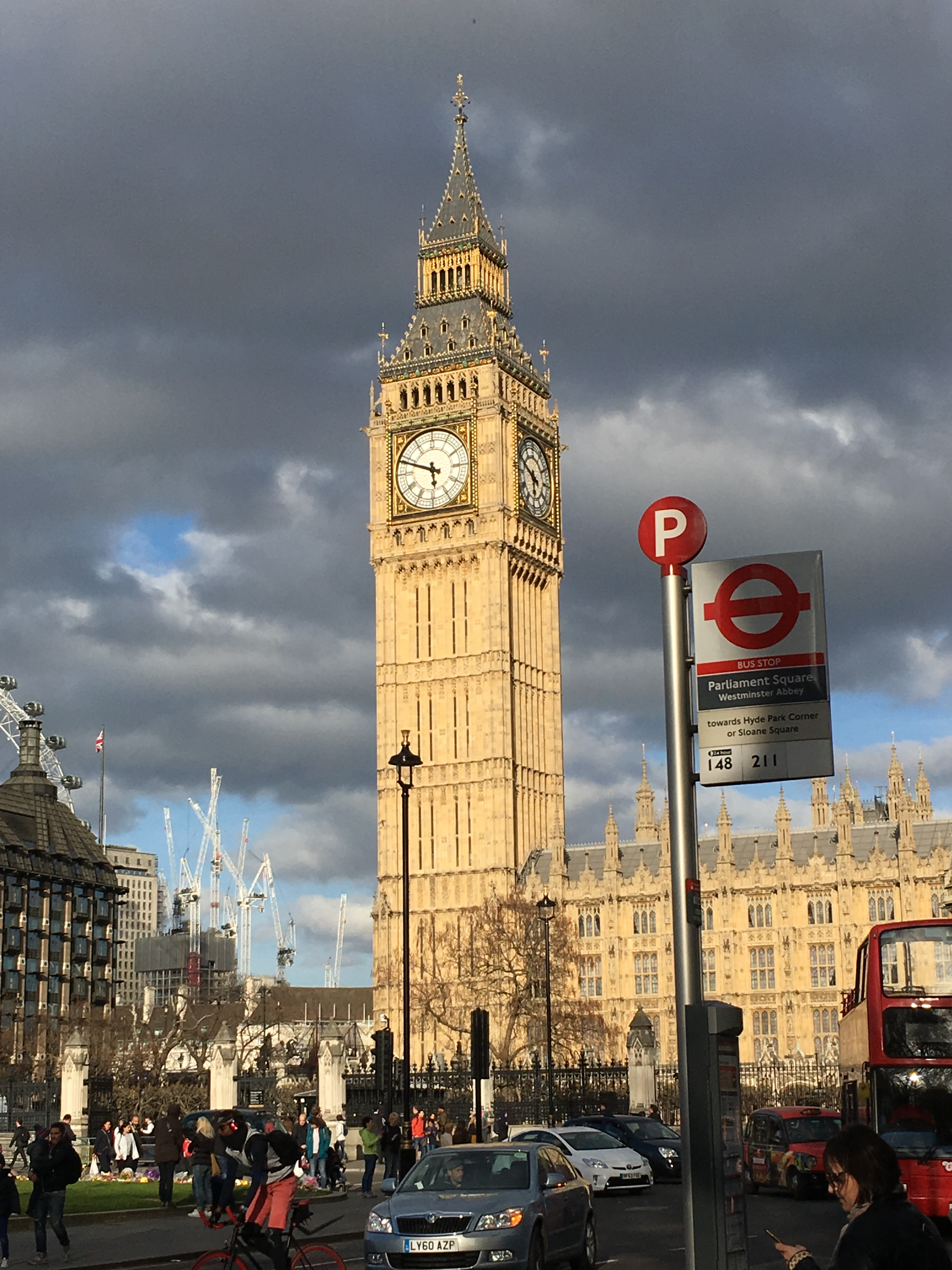
Elizabeth Tower vom Parliament Square aus
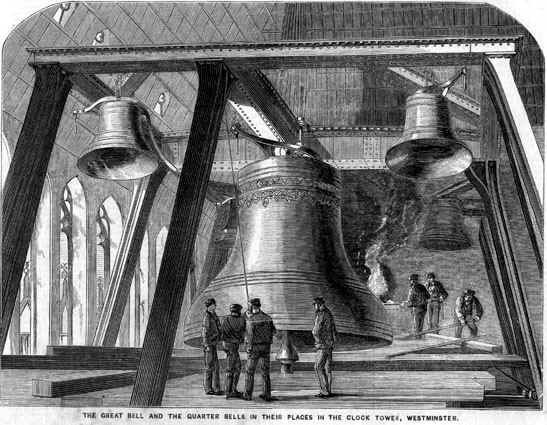
Der zweite Big Ben (Kupferstich von 1858, The Illustrated News of the World)
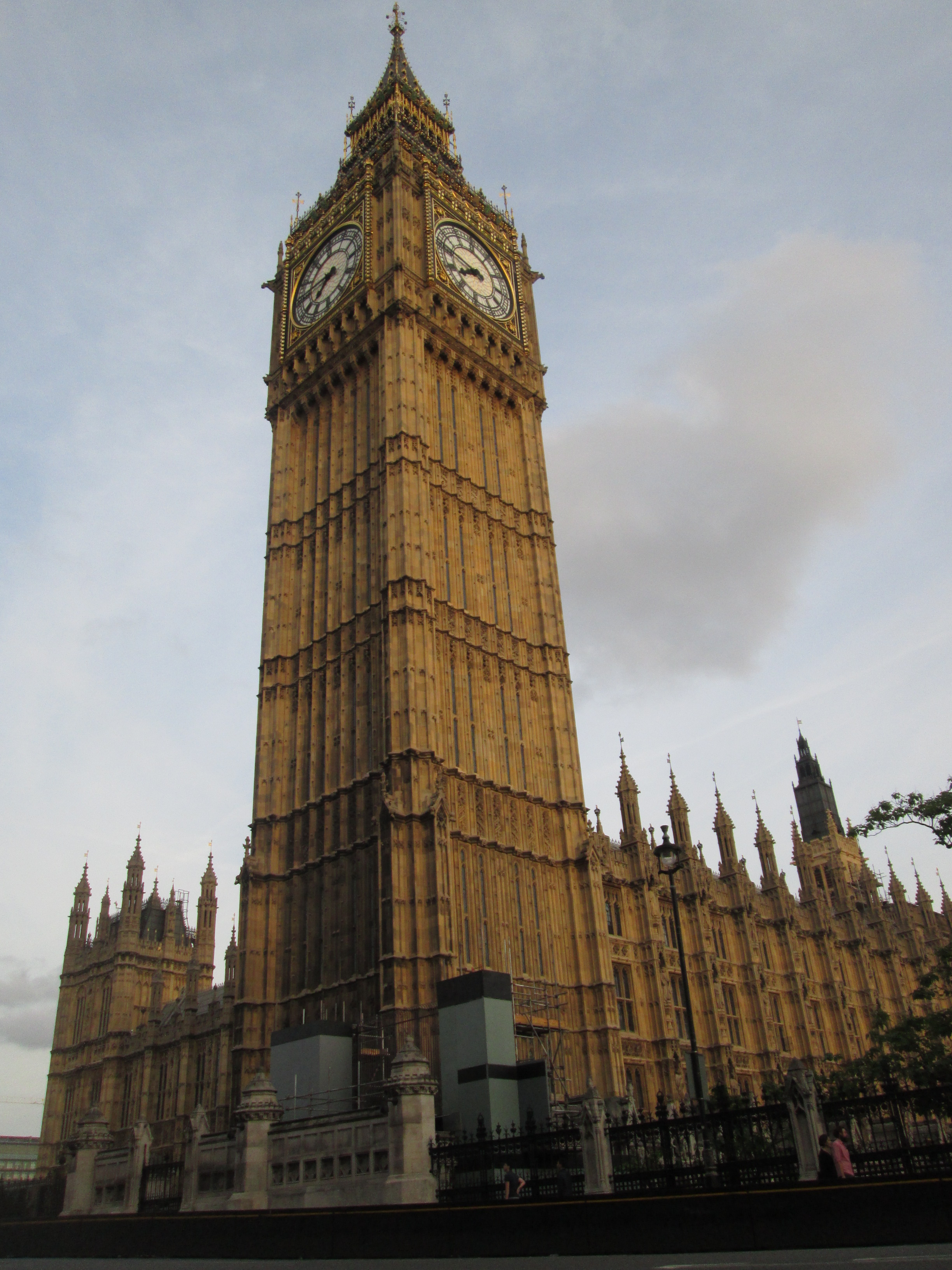
Der Elizabeth Tower steht an der Westminster Bridge.
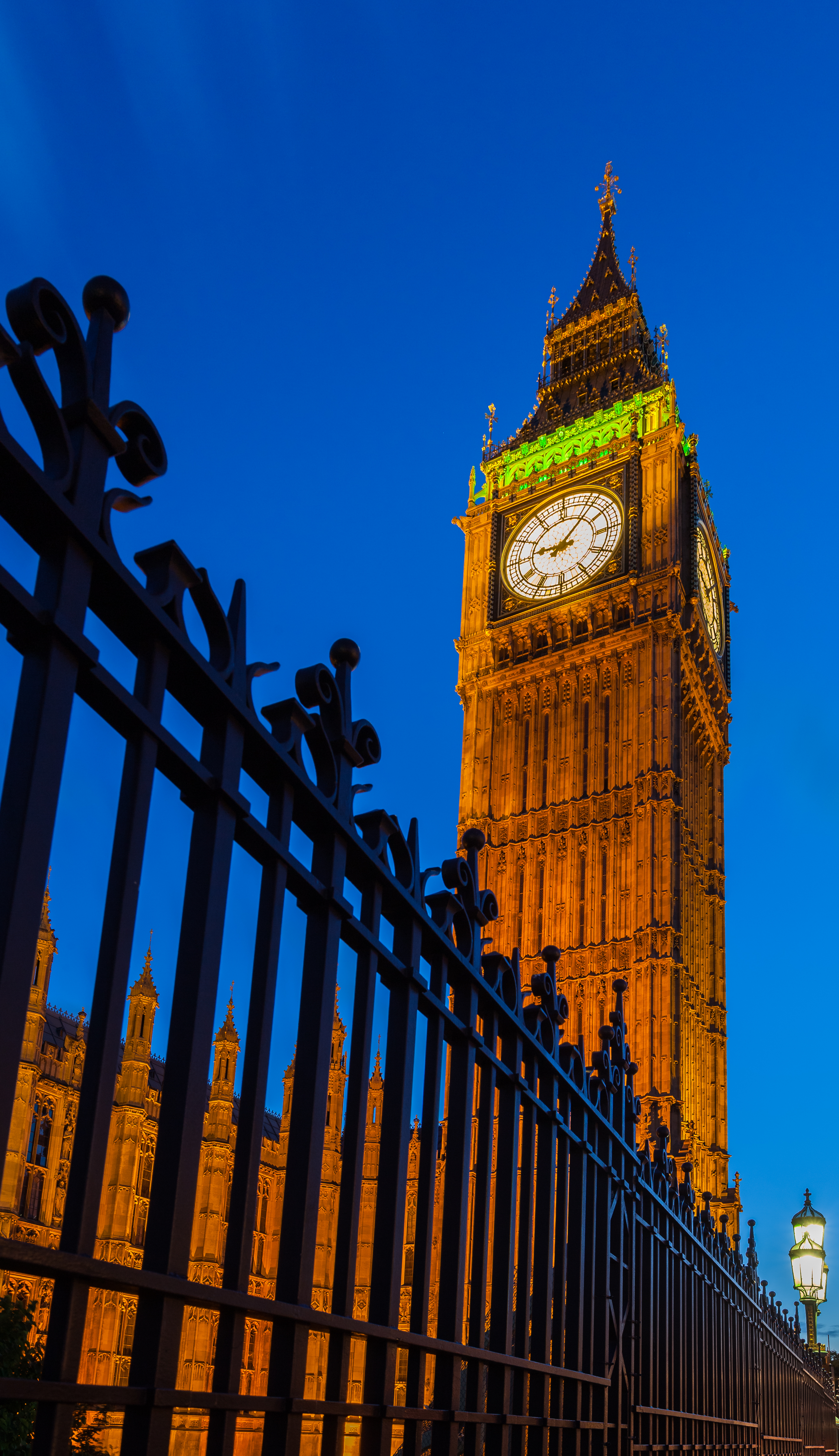
Beleuchtung nach Sonnenuntergang